# Człowiek zwany Ciszą
Człowiek zwany Ciszą (wł. Il grande silenzio) – włoski rewizjonistyczny western z 1968. Według krytyków, jeden z najlepszych filmów Sergia Corbucciego – uznany za kultowy tytuł spaghetti westernu. Na uwagę zasługuje pojedynek aktorski, jaki stoczyli Jean-Louis Trintignant, grający tytułowego bohatera, oraz znany z filmów Wernera Herzoga Klaus Kinski.  

## Fabuła
Akcja filmu toczy się w późnym XIX wieku, w amerykańskim stanie Utah, gdzie panuje bezprawie i chaos. Tytułowy Człowiek zwany Ciszą to mężczyzna o imieniu Silenzio, który z powodu przeszłości i osobistej tragedii postanawia milczeć. Jego milczenie jest jednak czymś więcej niż tylko brakiem słów – jest to sposób na oddzielenie się od świata pełnego przemocy i okrucieństwa, w którym żyje. Silenzio to nie tylko niemy bohater, ale także wyjątkowy strzelec i najemnik, którego umiejętności w posługiwaniu się bronią są legendarne.
Jego życie zmienia się, gdy przybywa do miasteczka Snow Hill, gdzie rządzą brutalni „regulatorzy”, czyli grupy ludzi wynajmowanych przez bogatych właścicieli ziemskich, którzy nie cofają się przed żadną brutalnością, by wyeliminować tych, którzy stanowią zagrożenie dla ich interesów. Wkrótce okazuje się, że Silenzio zostaje wciągnięty w konflikt między bandytami, a grupą uciekinierów, w tym niewinną kobietą i jej dzieckiem, które są prześladowane przez bezwzględnych regulatorów.
Główny bohater, mimo swojego milczenia, staje po stronie ofiar, a jego umiejętności strzeleckie stają się kluczem do walki z bandytami. Jednak film nie jest typową historią o walce dobra ze złem – Człowiek zwany Ciszą ukazuje brutalny, mroczny i bezwzględny świat, w którym bohaterowie nie zawsze odnoszą zwycięstwo, a moralność bywa płynna. Silenzio zmierza ku nieuniknionej konfrontacji, która prowadzi do tragicznych wydarzeń.

## Obsada
- Jean-Louis Trintignant – Człowiek Zwany Ciszą/Silenzio
- Klaus Kinski – Tigrero/Loco
- Frank Wolff – Szeryf Burnett
- Luigi Pistilli – Pollicut
- Vonetta McGee – Pauline
- Mario Brega – Martin, asystent Pollicut
- Carlo D'Angelo – Gubernator Utah
- Marisa Merlini – Regina
- Raf Baldassarre – Sanchez
- Spartaco Conversi – Walter, przywódca banitów
- Remo De Angelis – Szeryf w retrospekcji
- Jacques Dorfmann – Miguel
- Bruno Corazzari – Charlie
- Loris Loddi – Silenzio jako dziecko[5]

## Produkcja
Zdjęcia plenerowe rozpoczęły się pod koniec 1967 w Cortina d'Ampezzo i San Cassiano we Włoszech. Kilka scen w Snow Hill nakręcono na specjalnie zbudowanym planie, z chatami z bali i alpejskimi dachami. Wiele otaczających wzgórz wykorzystano do różnych scenografii, w tym kryjówki gangu Loco, stacji kolejowej, trasy dyliżansów i cmentarza Snow Hill.
Zgodnie z autobiografią Klausa Kinskiego Kinski Uncut, aktor miał romans z aktorką Sherene Miller podczas zdjęć w Cortinie, gdy jego żona Brigitte i córka Nastassja spędzały czas, jeżdżąc na sankach po śniegu. Następnie produkcja przeniosła się do południowych Włoch. Retrospekcja Silenzio do jego dzieciństwa została nakręcona nad jeziorem Bracciano, w pobliżu Manziana. Miasteczko filmowe Elios w Rzymie, które Corbucci wykorzystał wcześniej w Django (1966), pojawiło się w kilku scenach, w tym w scenie ostatecznego pojedynku.
Większość scen w Snow Hill, kręconych w studiu Elios, realizowano nocą, aby sztuczny „śnieg” wyglądał bardziej realistycznie. Użyto 26 ton kremu do golenia,⁣ by nadać ulicom wygląd zasypanych śniegiem. W scenach dziennych plan zdjęciowy w Elios był spowity mgłą, co miało na celu ukrycie faktu, że okoliczna wieś nie była pokryta śniegiem. Czasami stosowano także prześwietlenie kamery, aby ustrzec się błędów w ciągłości.
Kostiumy do filmu zaprojektował Enrico Job (mąż reżyserki Liny Wertmüller), inspirowane modą hipisowską – obejmowały szaliki, szale oraz stroje z futra i skóry. Choć Corbucci wprowadził do filmu elementy tej mody, był znany z silnego sprzeciwu wobec subkultury hipisowskiej.
Podobnie jak w innych spaghetti westernach, film nakręcono bez dźwięku, aby umożliwić postprodukcyjne dubbingowanie w wielu językach. W celu jeszcze lepszego dopasowania Corbucci twierdził, że często kazał aktorom grać w „numerologicznej dykcji” – technice stosowanej również przez Federico Felliniego. Polegała ona na tym, że aktorzy odliczali liczby w swoim ojczystym języku, zamiast odgrywać kwestie w tradycyjny sposób.

## Styl i tematyka
Człowiek zwany Ciszą jest jednym z bardziej ponurych spaghetti westernów, pełnym pesymizmu, brutalności i nihilizmu. Choć Silenzio jest głównym bohaterem, jego walka wydaje się niemal beznadziejna, a film nie daje widzowi poczucia, że dobro zwycięży nad złem. Charakterystyczny dla reżysera Sergio Corbucciego styl, pełen zwrotów akcji, napięcia i moralnych dylematów, sprawia, że produkcja wyróżnia się na tle innych westernów tej ery.
Muzyka autorstwa Ennio Morricone dodatkowo wzmacnia melancholijny i dramatyczny klimat filmu, a zimowe krajobrazy wprowadzają dodatkową warstwę symboliki, podkreślając izolację i tragizm bohaterów.